# Scarbantia InterCity
A Scarbantia InterCity egy Budapest és Sopron között 2 óránként közlekedő InterCity vasúti járat. A vonatra helyjegy váltása kötelező, azonban Győr és Sopron között helyjegy nélkül igénybe vehető.

## Története
2006/2007-es évi menetrendváltáskor indul el az első járat Budapest és Sopron között. Ekkor még a vonat Budapest és Csorna között a szombathelyi IC-vel egyesítve közlekedett.
2015/2016-os évi menetrendváltástól önálló vonatként közlekedik tovább.
2024/2025-ös évi menetrendváltástól 2 órás ütemben közlekedik.

## Útvonal
A vonat Budapest-Keleti pályaudvarról indul Győr és Csorna érintésével közlekedik.

## Megállóhelyei
| Megállóhelyek         |
| --------------------- |
| 1. Budapest-Keleti    |
| 2. Budapest-Kelenföld |
| 3. Tatabánya          |
| 4. Tata               |
| 5. Komárom            |
| 6. Győr               |
| 7. Csorna             |
| 8. Kapuvár            |
| 9. Fertőszentmiklós   |
| 10. Sopron            |

## Vonatösszeállítás
Vonatösszeállítás 2024. december 15-étől:
| \| Kocsiszám \| Típus \| \| ---------------------------------------------- \| ----------------------------- \| \| \| GySEV 471 villanymozdony \| \| 406 \| GySEV Bmz/GySEV Bp (hétvégén) \| \| 405 \| GySEV Bmz/GySEV Bp (hétvégén) \| \| 404 \| GySEV Bmz \| \| 403 \| GySEV Bmz \| \| 402 \| GySEV Bmz \| \| 401 \| GySEV ABmz \| \| Budapest felé fordított sorrendben közlekedik. \| \| 1. 2. |                               |
| Kocsiszám | Típus                         |
| | GySEV 471 villanymozdony      |
| 406 | GySEV Bmz/GySEV Bp (hétvégén) |
| 405 | GySEV Bmz/GySEV Bp (hétvégén) |
| 404 | GySEV Bmz                     |
| 403 | GySEV Bmz                     |
| 402 | GySEV Bmz                     |
| 401 | GySEV ABmz                    |
| Budapest felé fordított sorrendben közlekedik. |                               |